# Soudaine-Lavinadière
Soudaine-Lavinadière (Sodena e la Vinadièra auf Okzitanisch) ist eine französische Gemeinde mit 143 Einwohnern (Stand 1. Januar 2022) im Département Corrèze in der Region Nouvelle-Aquitaine. Die Einwohner nennen sich Vinadièrois(es).

## Geografie
Die Gemeinde liegt im Zentralmassiv auf dem Plateau de Millevaches und somit auch im Regionalen Naturpark Millevaches en Limousin. Das Gemeindegebiet wird von der Vézère und der Soudaine durchflossen.
Tulle, die Präfektur des Départements, liegt rund 40 Kilometer südlich, Brive-la-Gaillarde etwa 60 Kilometer leicht südwestlich und Treignac rund 7 Kilometer südöstlich.
Der Ort liegt ungefähr 24 Kilometer östlich der Abfahrt 43 der Autoroute A20.
Nachbargemeinden von Soudaine-Lavinadière sind Chamberet im Norden, Treignac im Osten, Affieux im Südosten, Peyrissac im Südwesten, Rilhac-Treignac im Westen sowie Meilhards im Nordwesten.

## Geschichte
Die Gemeinde Soudaine-Lavinadière entstand 1782 durch den Zusammenschluss der damals selbstständigen Gemeinden Soudaine und Lavinadière (beide im 13. Jahrhundert erstmals urkundlich erwähnt). Die Kirchen beider Gemeinden lagen nur 700 Meter auseinander, aber keine hatte eine Sakristei oder ein Presbyterium. So wurde schon 1783 die Kirche von Soudaine aufgegeben, die daraufhin zu einer Ruine verfiel. Die Kirche von Lavinadière wurde repariert, erhielt einen Glockenturm sowie die Glocke von Soudaine.
Als sich Frankreich im Zweiten Weltkrieg unter deutscher Besatzung befand, ging der Lehrer, PCF-Aktivist und Widerstandskämpfer Georges Guingouin (1913–2005) allein in die Wälder. Zunächst suchte er ein Versteck bei Saint-Gilles-les-Forêts, bald wechselte er aber in die Nähe von Soudaine-Lavinadière. Im April 1941 baute er eine Hütte und bildete an einer Stelle im Wald, die als Les Grands Bois bekannt ist, eine Gruppe der Résistance. Später stieg er zu einem der wichtigsten Anführer des Widerstands in Zentralfrankreich auf und galt als der „Tito des Limousin“.

## Wappen
Beschreibung: Geviert in Rot mit goldgekrönten goldenem Löwen und Eisenhut gefehten Feld.

## Einwohnerentwicklung
| Jahr      | 1962 | 1968 | 1975 | 1982 | 1990 | 1999 | 2007 | 2016 |
| Einwohner | 274  | 319  | 271  | 233  | 229  | 193  | 217  | 176  |

## Sehenswürdigkeiten
- Kirche Notre-Dame-de-l’Assomption, de la Décollation-de-Saint-Jean-Baptiste (Mariä Himmelfahrt / Enthauptung Johannes’ des Täufers) aus dem 13. Jahrhundert
- Monumentalkreuz aus dem 17. Jahrhundert

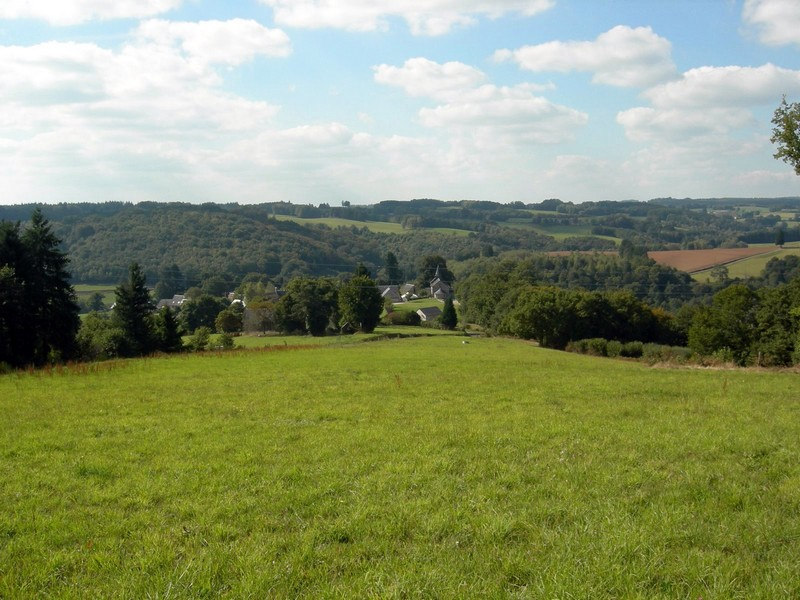
Gemeinde Soudaine-Lavinadière
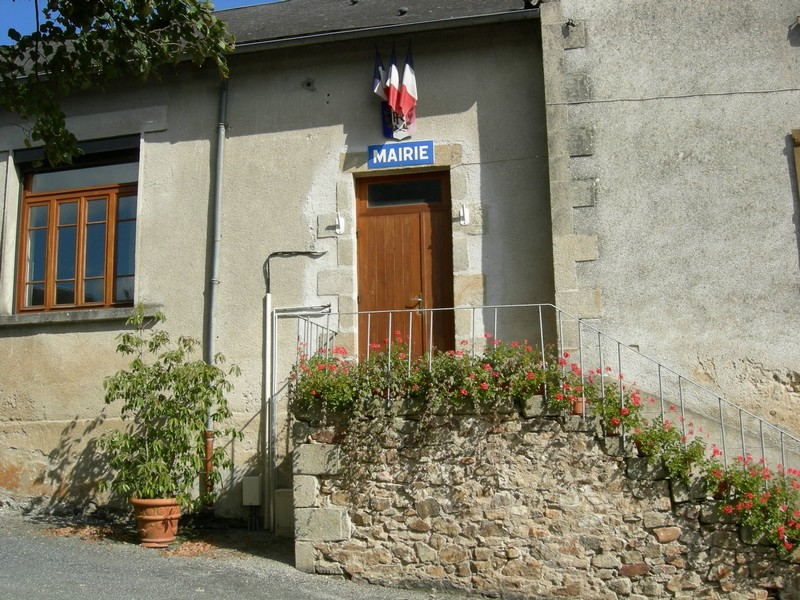
Rathaus
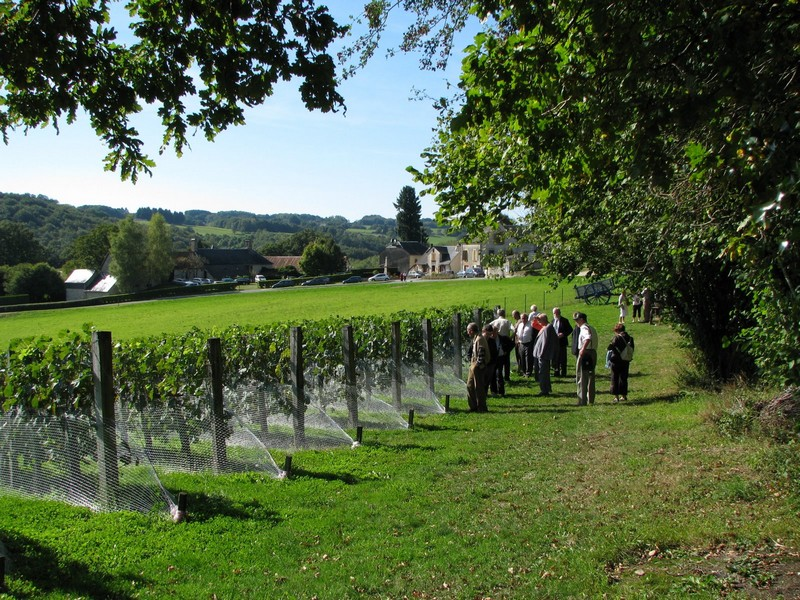
Weinberge von La Vinéria und das Dorf Soudaine-Lavinadière
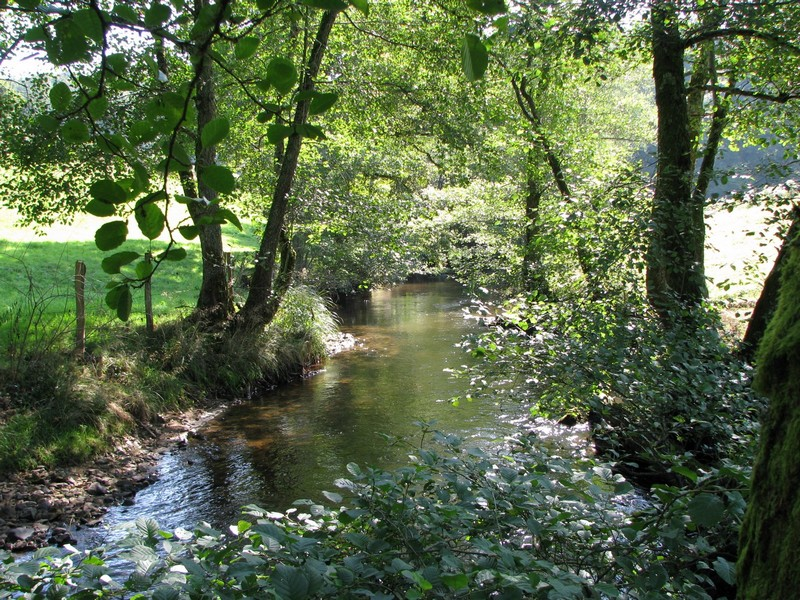
Die Soudaine